# فيريتليس
فيريتليس هي مدينة من مدن هايتي. يبلغ عدد سكانها 48,724 نسمة وذلك حسب إحصائيات سنة 2007. يبلغ ارتفاع المدينة عن سطح البحر قرابة 72 متر.

## أعلام
- جان ألكساندر
- سانيتي بيلير